# ويلي (مغني)
ريتشارد كووي جونيور (Richard Cowie Jnr) و يعرف أكثر باسمه الفني ويلي (Wiley)  من مواليد 19 يناير 1979.هو دي جي ومغني هيب هوب ومنتج موسيقي أمريكي .

## روابط خارجية
- ويلي على موقع IMDb (الإنجليزية)
- ويلي على موقع ميوزك برينز (الإنجليزية)
- ويلي على موقع أول ميوزيك (الإنجليزية)
- ويلي على موقع ديسكوغز (الإنجليزية)
- ويلي على موقع ديسكوغز (الإنجليزية)
- ويلي على موقع ديسكوغز (الإنجليزية)
- ويلي على موقع ديسكوغز (الإنجليزية)